# This Is All Yours
Albums de alt-J
An Awesome Wave
(2012) Relaxer
(2017)
This Is All Yours est le deuxième album du groupe anglais alt-J, sorti le 22 septembre 2014 sur le label Infectious Records.

## Liste des pistes
Toutes les chansons sont écrites et composées par Joe Newman, Gus Unger-Hamilton, et Thom Green, sauf indication contraire.
| 1.    | Intro | 4:38 |
| 2.    | Arrival in Nara | 4:13 |
| 3.    | Nara | 4:56 |
| 4.    | Every Other Freckle | 3:36 |
| 5.    | Left Hand Free | 2:53 |
| 6.    | ❦ (Garden of England) | 1:07 |
| 7.    | Choice Kingdom | 4:17 |
| 8.    | Hunger of the Pine | 4:59 |
| 9.    | Warm Foothills | 3:45 |
| 10.   | The Gospel of John Hurt | 5:15 |
| 11.   | Pusher | 3:26 |
| 12.   | Bloodflood, pt. II | 5:19 |
| 13.   | Leaving Nara (se finit à 1:59 ; hidden track "Lovely Day" (Bill Withers, Skip Scarborough) commence à 3:00 ou 12:00 dans certaines éditions) | 7:02 |
| 55:28 | |      |

## Classements

### Classements hebdomadaires
| Classement (2014)               | Meilleure position |
| ------------------------------- | ------------------ |
| Australie (ARIA)                | 2                  |
| Autriche (Ö3 Austria Top 40)    | 7                  |
| Belgique (Flandre Ultratop)     | 2                  |
| Belgique (Wallonie Ultratop)    | 7                  |
| Canada (Canadian Albums)        | 2                  |
| Danemark (Tracklisten)          | 7                  |
| Pays-Bas (Mega Album Top 100)   | 6                  |
| France (SNEP)                   | 5                  |
| Allemagne (Media Control AG)    | 8                  |
| Hongrie (Mahasz)                | 28                 |
| Irlande (IRMA)                  | 4                  |
| Italie (FIMI)                   | 24                 |
| Nouvelle-Zélande (RIANZ)        | 5                  |
| Norvège (VG-lista)              | 13                 |
| Suède (Sverigetopplistan)       | 55                 |
| Suisse (Schweizer Hitparade)    | 3                  |
| Royaume-Uni (UK Albums Chart)   | 1                  |
| États-Unis (Billboard 200)      | 4                  |
| États-Unis (Alternative Albums) | 1                  |
| États-Unis (Top Rock Albums)    | 1                  |

### Classements de fin d'année
| Classement (2014)                         | Position |
| ----------------------------------------- | -------- |
| Australie                                 | 56       |
| Belgique (Flandre)                        | 37       |
| États-Unis Billboard (albums alternatifs) | 21       |
| États-Unis Billboard 200                  | 168      |
| États-Unis Billboard (albums rock)        | 33       |

## Certifications
| Pays        | Organisme    | Certification | Exemplaires vendus |
| ----------- | ------------ | ------------- | ------------------ |
| Australie   | ARIA         | Or            | 35 000             |
| Canada      | Music Canada | Or            | 40 000             |
| Royaume-Uni | BPI          | Or            | 100 000            |